# Griqualand Occidentale
Il Griqualand West è un'area del Sudafrica centrale appartenente alla Provincia del Capo Settentrionale e abitata dall'etnia Griqua. Nel 1873 fu proclamata colonia britannica, con capitale Kimberley, e nel 1880 venne annessa alla Colonia del Capo.